# أوفي كريت
أوفي كريت (بالإنجليزية: OFI Crete F.C.) هو فريق كرة قدم من مدينة كاندية في اليونان، أُسس بتاريخ 1925، يلعب في الدوري اليوناني لكرة القدم، في ملعب بانكريتيو، يدرب النادي نيكوس أناستوبولوس.

## وصلات خارجية
- صفحة بيانات أوفي كريت على موقع كووورة، تاريخ الوصول: 26 سبتمبر 2018.
- الموقع الرسمي